# Cornelie Lechler
Cornelie Lechler (* 20. April 1857 in Winnenden; † um 1950) war eine deutsche Schriftstellerin.

## Leben
Cornelie Lechler war die Tochter des evangelischen Theologen Karl von Lechler. Sie schrieb Verse und Erzählungen für Kleinkinder; möglicherweise übersetzte sie auch aus dem Englischen. Sie verfasste etwa 200 Kinderbücher. Laut dem Katalogtext zur Stuttgarter Antiquariatsmesse 2018 wohnte sie zeitlebens in Winnenden; das Lexikon deutscher Frauen der Feder nennt 1898 aber die Adresse Schillerstraße 4 in Ludwigsburg als ihren Wohnsitz.

## Publikationen (Auswahl)
- Goldene Reime für die Kinderstube, Augsburg: Weltbild Verlag, 1998; (Erstausgabe 1893). OCLC 313221235
- Meinem Herzblättchen: [ein neues Buch zur Unterhaltung für unsere Kleinen]. T. 2.,  	Stuttgart; Leipzig Loewe [1893]. OCLC 837392590
- Christliches Vergissmeinnicht: Sprüche und Poesien, Nürnberg: Stroefer, [1894]. OCLC 213506436
- Wie das Kind sein soll!: ein Kinderspiegel, Esslingen & München : Verlag von J.F. Schreiber, [189-?]. OCLC 79139761
- Die Übernächsten: ein Buch für Tierfreunde,  Ulm: Karl Höhn, 1938. OCLC 13399287